# Solenoptera bilineata
Solenoptera bilineata är en skalbaggsart som först beskrevs av Fabricius 1775.  Solenoptera bilineata ingår i släktet Solenoptera och familjen långhorningar.
Artens utbredningsområde är:
- Haiti.
- Guadeloupe.

Inga underarter finns listade i Catalogue of Life.